# Etisus bulejiensis
Etisus bulejiensis is een krabbensoort uit de familie van de Xanthidae. De wetenschappelijke naam van de soort is voor het eerst geldig gepubliceerd in 1988 door Tirmizi & Ghani.